# Mūsālān
Mūsālān (persiska: موسالان) är en ort i Iran.   Den ligger i provinsen Västazarbaijan, i den nordvästra delen av landet, 500 km väster om huvudstaden Teheran. Mūsālān ligger 1 246 meter över havet och antalet invånare är 572.
Terrängen runt Mūsālān är huvudsakligen kuperad, men åt nordost är den bergig. Mūsālān ligger nere i en dal. Runt Mūsālān är det ganska tätbefolkat, med 80 invånare per kvadratkilometer. Närmaste större samhälle är Ālvātān, 6,3 km väster om Mūsālān. Trakten runt Mūsālān består till största delen av jordbruksmark.